# Епархия Куэрнаваки
Епархия Куэрнаваки (лат. Dioecesis Cuernavacensis) — Епархия Римско-католической церкви с центром в городе Куэрнавака, Мексика. Епархия Куэрнаваки входит в митрополию Толуки. Кафедральным собором епархии Куэрнаваки является церковь Пресвятой Девы Марии.

## История
23 июня 1891 года Римский папа Лев XIII издал буллу Illud in primis, которой учредил епархию Куэрнаваки, выделив её из архиепархии Мехико.

## Ординарии епархии
- епископ Fortino Hipólito Vera y Talonia (1894—1898)
- епископ Francisco Plancarte y Navarrette (1898—1911)
- епископ Manuel Fulcheri y Pietrasanta (1912—1922)
- епископ Francisco Uranga y Sáenz (1922—1930)
- епископ Francisco María González y Arias (1931—1946)
- епископ Alfonso Espino y Silva (1947—1951)
- епископ Sergio Méndez Arceo (1952—1982)
- епископ Хуан Хесус Посадас Окампо (1982—1987)
- епископ Luis Reynoso Cervantes (19872000)
- епископ Florencio Olvera Ochoa (2002—2009)
- епископ Alfonso Cortés Contreras (2009 — 22.12.2012)
- епископ Ramón Castro Castro (15.05.2013 — по настоящее время)

## Источник
- Annuario Pontificio, Libreria Editrice Vaticana, Città del Vaticano, 2003, ISBN 88-209-7422-3
- Булла Illud in primis, Sanctissimi Domini nostri Leonis papae XIII allocutiones, epistolae, constitutiones aliaque acta praecipua, Vol. IV (1890-1891), Bruges 1894, стр. 232-244